# Pavé de Haussy
Der Sektor Pavé de Haussy ist ein 800 Meter langer mit Kopfsteinen gepflasterter Weg, der bei Paris–Roubaix zwischen Solesmes und Haussy befahren wird.

## Charakteristik
Der Sektor Pavé de Haussy ist mit der Schwierigkeitsstufe von 2 Sternen ausgezeichnet. Von Solesmes auf der D958 kommend, biegt man in die „Voie de la Miette“ ein. Die ersten 100 Meter steigt die Straße an und fällt anschließend bis zum Ende mit durchschnittlich circa 2 % ab. Das Kopfsteinpflaster ist gut.

## Geschichte
Er wurde bis 2004 regelmäßig gefahren und ab 2005 nicht mehr berücksichtigt. Erst zehn Jahre später ab 2014 wurde der Sektor wieder in die Streckenführung für Paris–Roubaix 2014 aufgenommen.